# Antikoloniaal nationalisme

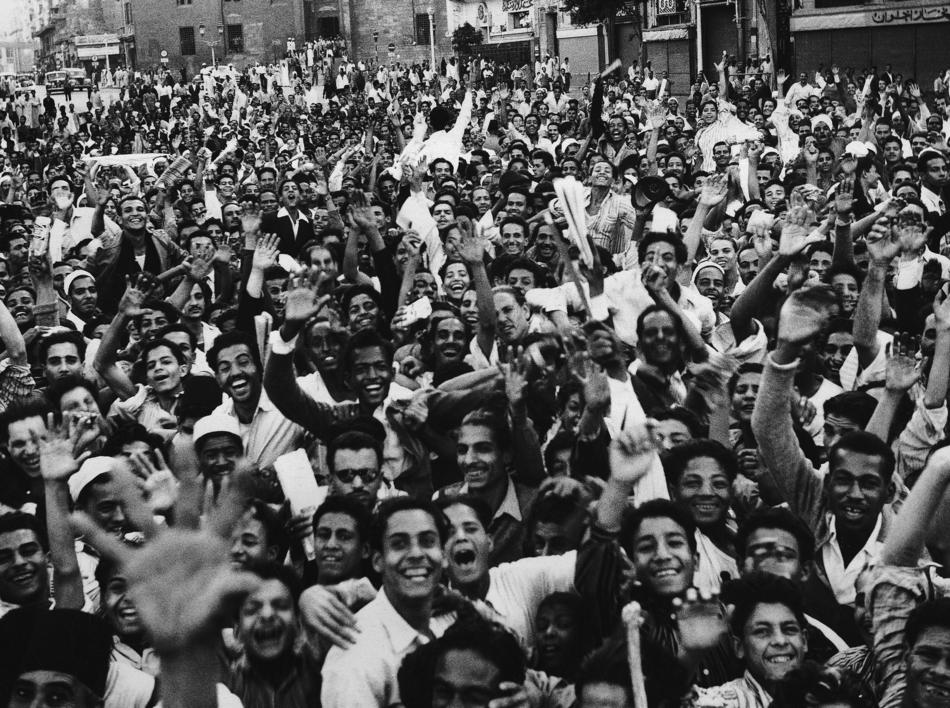
Een menigte demonstreert tegen Groot-Brittannië in Caïro op 23 oktober 1951, terwijl de spanning bleef toenemen in het geschil tussen Egypte en Groot-Brittannië over de controle van het Suezkanaal en Anglo-Egyptisch Soedan.

Antikoloniaal nationalisme is een intellectueel kader dat voorafging aan, vergezelde en volgde op het proces van dekolonisatie in het midden van de 20e eeuw.

## Definitie en Oorsprong
Benedict Anderson definieerde een natie als een sociaal geconstrueerde gemeenschap die wordt mede gecreëerd door individuen die zichzelf voorstellen als deel van deze groep. Hij wijst op de Nieuwe Wereld als de plek waar nationalisme oorspronkelijk werd bedacht als een concept, dat wordt gedefinieerd door de verbeelding van een ahistorische identiteit die het kolonialisme bij definitie ontkent. Deze conceptie van nationalisme werd geëxemplificeerd door de transformatie van koloniale nederzettingen tot naties, terwijl Antikoloniaal nationalisme wordt geëxemplificeerd door bewegingen tegen koloniale machten in de jaren 1900. Nationalistische mobilisatie in Frans koloniaal Afrika en Brits koloniaal India ontwikkelde zich "wanneer koloniale regimes weigerden rechten toe te kennen aan hun steeds beter opgeleide koloniale onderdanen", die inheemse elites vormden en nationalistische tactieken strategisch overnamen en aanpasten. Nieuwe nationale identiteiten kunnen bestaande etnische of linguïstische scheidslijnen overstijgen. Antikoloniale onafhankelijkheidsbewegingen in Afrika en Azië in de jaren 1900 werden geleid door individuen die een set gedeelde identiteiten hadden en zich een thuisland voorstelden zonder externe heerschappij.

## Theorieën en Vormen
Anderson betoogt dat racisme dat vaak wordt ervaren als gevolg van koloniale heerschappij en toegeschreven aan nationalisme eerder te wijten is aan theorieën van klasse. De theorie van nationalisme van Gellner stelt dat nationalisme werkt door één cultuur of etniciteit te verenigen in één staat, wat leidt tot het succes van die staat. Voor Gellner is nationalisme etnisch, en politieke partijen van de staat zouden de etnische meerderheid in de staat moeten weerspiegelen. Deze definitie van nationalisme draagt ook bij aan Antikoloniaal nationalisme, als men Antikoloniale bewegingen beschouwt als bewegingen bestaande uit één specifieke etnische groep tegen een buitenlandse heersende partij. Edward Said zag nationalisme ook als etnisch, althans gedeeltelijk, en betoogde dat nationalistische verhalen vaak samengaan met racisme, omdat gemeenschappen zichzelf definiëren in relatie tot de ander.
Antikoloniaal nationalisme is niet statisch en wordt gedefinieerd door verschillende vormen van nationalisme, afhankelijk van de locatie. In de Antikoloniale beweging die plaatsvond op het Indische subcontinent, pleitten Mahatma Gandhi en zijn bondgenoten in de Indische onafhankelijkheidsbeweging voor een samengesteld nationalisme, waarbij ze niet geloofden dat een onafhankelijke Indische natie zou moeten worden gedefinieerd door haar religieuze identiteit. Ondanks grootschalige oppositie door Congres-aanhangers, resulteerde de vastberadenheid van de moslims onder de afscheidingsgezinde Moslimliga in de opdeling van het Indische subcontinent in twee staten in 1947 langs religieuze lijnen, in de moslimmeerderheidsdominie van Pakistan en de hindoe-meerderheidsdominie van India.
Vanwege de creatie van staats- en landsgrenzen door kolonialisme, dwars door etnische, religieuze, linguïstische en andere historische grenzen heen, is Antikoloniaal nationalisme in grote mate gerelateerd aan het land. Na de onafhankelijkheid, vooral in landen met bijzonder diverse bevolkingen met historische vijandigheid, zijn er een reeks kleinere onafhankelijkheidsbewegingen geweest die ook worden gedefinieerd door Antikolonialisme.

## Kritiek
Filosoof en wetenschapper Achille Mbembe betoogt dat postkolonialisme een contradictoire term is, omdat kolonialisme altijd aanwezig is. Degenen die deelnemen aan deze intellectuele praktijk stellen zich een postkolonialisme voor ondanks dat het de bepalende kader is voor de wereld. Dit geldt ook voor antikolonialisme. Antikoloniaal nationalisme als een intellectueel kader bleef voortbestaan tot in de late 20e eeuw met de verzetsbewegingen in Sovjet-satellietstaten en gaat door met onafhankelijkheidsbewegingen in de Arabische wereld in de 21e eeuw.